# 月盲
月盲（げつもう、英: moon blinding）とは成馬に認められる回帰性炎症性眼疾患。間欠性眼炎、回帰性虹彩毛様体炎、回帰性虹彩毛様体脈絡膜炎とも呼ばれる。主な原因としてはレプトスピラ症であるが、その他の細菌感染、ウイルス性感染、寄生虫感染も原因となる。食欲不振、呼吸数や脈拍数の増加、ブドウ膜炎などを示す。数日から数週間で回復するが、再発率が高く、慢性化すると失明、眼球萎縮、白内障などを引き起こすことがある。馬の失明の原因として最も多い疾患。治療には対症療法が行われ、細菌感染を原因とする場合は抗生物質の投与も行われる。